# Майк Орігі
Майк Окот Орігі (англ. Michael Okoth Origi, нар. 16 листопада 1967, Найробі, Кенія) — кенійський футболіст, який грав на позиції нападника. Відомий за виступами у низці закордонних, переважно бельгійських, клубах, та збірній Кенії, у складі якої грав у 1989—2004 роках. Дворазовий чемпіон Бельгії та володар Кубка Бельгії у складі команди «Генк».

## Клубна кар'єра
Майк Орігі народився в Найробі. Розпочав займатись футболом у школі другого ступеня Ітієро, початково грав на позиції воротаря, пізніше перекваліфікувався у нападника, та став гравцем команди вищого кенійського дивізіону «Шабана», у складі якої грав також у Кубку африканських чемпіонів 1988 року. У 1989—1991 роках грав у іншому кенійському клубі вищого дивізіону «Кенія Брюверіз», у складі якого став володарем Золотого кубку Мої у 1989 році. У сезоні 1991—1992 років грав за оманський клуб «Баушер».
У 1992 році Майк Орігі став гравцем клубу другого бельгійського дивізіону «Остенде», з яким за підсумками сезону вийшов до найвищого бельгійського дивізіону. У цій команді Орігі грав до 1996 року, і після повернення «Остенде» до другого бельгійського дивізіону в 1996 році став гравцем команди вищого дивізіону Бельгії «Гарелбеке». У цій команді кенійський форвард грав протягом двох років, відзначившись 11 забитими м'ячами в 56 проведених матчах.
У 1998 році Майк Орігі став гравцем іншого бельгійського клубу найвищого дивізіону «Генк». У складі цієї команди вже в перший рік виступів кенійський нападник стає чемпіоном Бельгії. Наступного року у складі команди Орігі став володарем Кубка Бельгії, а в сезоні 2001—2002 року знову стає разом із командою переможцем бельгійської першості, щоправда сезон він закінчував уже в іншій бельгійській команді вищого дивізіону «Моленбек». За півроку кенійський нападник перейшов до нижчолігового бельгійського клубу «Гойсден-Зольдер», пізніше грав за нижчолігові команди «Тонгерен» і «Кобокс 76», і в 2007 році завершив виступи на футбольних полях.

## Виступи за збірну
У 1989 році Майк Орігі дебютував у складі другої збірної Кенії на турнірі Кубку КЕСАФА. У складі першої збірної країни Майк Орігі грав на Кубку африканських націй 1990, 1992 і 2004 років. Майк Орігі грав у складі збірної до 2004 року, і провів у її складі 120 матчів, що залишається рекордним показником для збірної, у цих матчах він відзначився 28 забитими м'ячами.

## Особисте життя
Майк Орігі походить з народності луо. Його старший брат, Остін Одуор Орігі, та два молодших брати, Ентоні та Джеральд Орігі, були професійними кенійськими футболістами, які грали в клубах вищого кенійського дивізіону. Його племінник, Арнольд Орігі, відомий за виступами у норвезьких футбольних клубах. Сином Майка Орігі є Дівок Орігі, футболіст збірної Бельгії та низки європейських клубів, переможець Ліги чемпіонів та Суперкубка УЄФА.

## Титули та досягнення
- Золотий кубок Мої (1):

«Кенія Брюверіз»: 1989
- Чемпіон Бельгії (2):

«Генк»: 1998-99, 2001-02
- Володар Кубка Бельгії (1):

«Генк»: 1999-2000